# Ạ̃
Ạ̃ (minuscule : ạ̃), appelé A tilde point souscrit, est une lettre latine utilisée dans l’écriture de l’avokaya et dans la romanisation ISO 9.
Il s’agit de la lettre A diacritée d’un tilde et d’un point souscrit.

## Représentations informatiques
Le A tilde point souscrit peut être représenté avec les caractères Unicode suivants : 
- composé et normalisé (latin étendu additionnel, diacritiques) :

| formes    | représentations | chaînes de caractères | points de code | descriptions                                               |
| --------- | --------------- | --------------------- | -------------- | ---------------------------------------------------------- |
| capitale  | Ạ̃               | Ạ◌̃                    | U+1EA0 U+0303  | lettre majuscule latine a point souscrit diacritique tilde |
| minuscule | ạ̃               | ạ◌̃                    | U+1EA1 U+0303  | lettre minuscule latine a point souscrit diacritique tilde |

- décomposé et normalisé NFD (latin de base, diacritiques)[1],[2] :

| formes    | représentations | chaînes de caractères | points de code       | descriptions                                                           |
| --------- | --------------- | --------------------- | -------------------- | ---------------------------------------------------------------------- |
| capitale  | Ạ̃               | A◌̣◌̃                   | U+0041 U+0323 U+0303 | lettre majuscule latine a diacritique point souscrit diacritique tilde |
| minuscule | ạ̃               | a◌̣◌̃                   | U+0061 U+0323 U+0303 | lettre minuscule latine a diacritique point souscrit diacritique tilde |